# Никитин, Виктор Александрович
Викто́р Алекса́ндрович Ники́тин (20 ноября 1925 — 3 августа 2016) — советский художник, художник-постановщик мультипликационных фильмов. Член АСИФА, член Союза кинематографистов (1951), член Союза художников СССР (1961).

## Биография
По собственным словам, «коренной ивантеевец». Вырос в религиозной православной семье фабричного мастера, который также занимался живописью. Жили в одном из бревенчатых двухэтажных домов, располагавшихся за плотиной в районе красильной фабрики Ватреме. Учился в школе № 3 (нынче Ивантеевский промышленно-экономический колледж), рисовать начал со школьных лет. Был призван в армию прямо из школы, так и не получив аттестат зрелости.
С 1943 года — участник Великой Отечественной войны. Был направлен в Житомирское пехотное училище, затем — в Казанское танковое училище и до распределения на фронт — в Москву, где работал на военном автомобильном заводе. После демобилизации в 1944 году пробовал поступать в МАИ, но не был принят из-за отсутствия документов о среднем образовании. Тогда он по совету соседа подал документы во ВГИК на художественный факультет.
В 1950 году окончил ВГИК с красным дипломом в области мультипликации. В том же году был зачислен в штат студии «Союзмультфильм», где проработал последующие 35 лет: вначале ассистентом И. П. Иванова-Вано (в титрах указан как второй художник), затем художником-постановщиком рисованных фильмов у сестёр Брумберг, Ивана Аксенчука, Романа Давыдова, Евгения Райковского и Бориса Степанцева, Александры Снежко-Блоцкой и других режиссёров.
Первым применил в анимации люминесцентные краски (в мультфильме «Снегурочка»). Профессионально занимался живописью, был участником выставок, в том числе персональных. Снимался в документальном сериале «Фабрика чудес» в серии «Художник-постановщик». Почётный гражданин города Ивантеевка.
Был отмечен почётным призом «За вклад в анимационное искусство» на 16-м Открытом Российском Фестивале анимационного кино в Суздале. В 2010 году стал обладателем почётного знака «Достоинство, творчество, честь».
Похоронен на Кавезинском кладбище Московской области.

## Память
Творчеству Виктора Александровича Никитина был посвящён телевизионный фильм «Художник и сказка».

## Награды
- 1956 — 1-я премия на XVII МКФ детских фильмов в Венеции за фильм «В яранге горит огонь»
- 1957 — 1-я премия МКФ Молодежи и студентов в Москве за фильм «В яранге горит огонь»
- 1960 — 1-я премия XII МКФ в Карловых Варах за фильм «Мурзилка на спутнике»
- 1971 — 1-я премия МКФ короткометражных фильмов в Загребе за фильм «Три квитанции»[4]

## Фильмография

### Режиссёр
- «Мир дому твоему» (1962)

### Художник
- «Лесные путешественники» (1951)
- «Сказка о мёртвой царевне и о семи богатырях» (1951)
- «Снегурочка» (1952)

### Художник-постановщик
- «Полёт на Луну» (1953)
- «Остров ошибок» (1955)
- «В яранге горит огонь» (1956)
- «Мальчик из Неаполя» (1958)
- «Мурзилка на спутнике» (1960)
- «Муха-Цокотуха» (1960)
- «Мир дому твоему» (1962)
- «Только не сейчас» (1962)
- «Пастушка и трубочист» (1965)
- «Сказка о золотом петушке» (1967)
- «Калейдоскоп-70. Дедка и репка» (1970)
- «Это дело не моё» (1969)[11]
- «Новогоднее происшествие» (1970)
- «Не забудьте!» (1971)
- «Три квитанции» (1971)
- «Просчитался» (1972)
- «Детство Ратибора» (1973)
- «Василиса Микулишна» (1975)
- «Как грибы с горохом воевали» (1977)
- «Алим и его ослик» (1978)
- «Тяжёлый случай („Фитиль“ № 193)» (1978)
- «Громовержцы („Фитиль“ № 218)» (1980)
- «Мороз Иванович» (1981)
- «Голая истина („Фитиль“ № 229)» (1981)
- «Горе — не беда» (1983)
- «Ночной цветок» (1984)
- «Грибной дождик» (1985)
- «Приключения волшебного глобуса, или Проделки ведьмы» (1991)